# Milorad Mitrović
Milorad Mitrović (Beograd, 20. veljače 1867. – Beograd, 15. svibnja 1907.), bio je srpski lirski pjesnik i pravnik.

## Životopis
Rođen je u Beogradu 1867. Diplomirao je pravo na Beogradskoj Velikoj Školi te je dobio posao odvjetnika 1891. Pozvan je na rad u Užice, a radio je i u Čačku, Mionici, Smederevu i Knjaževcu, a sudac je postao 1897. Nakon što je izgubio posao radi političkih razloga, primljen je 1900. kao odvjetnik u Šapcu. Bio je jedan od vodećih srpskih intelektualaca toga doba, poticao je razvoj edukacije i političkih prava, što ga je dovodilo u koliziju s tadašnjom vladom. Ipak, to je dovelo do javnog nezadovoljstva pa je ubrzo zaposlen kao sekretar Žalbenog suda, a ondje je radio do svoje smrti uzrokovane tuberkulozom. Preminuo je 15. svibnja 1907. u 41. godini života.

## Poezija
Pod utjecajem svojeg bliskog prijatelja Vojislava Ilića, Mitrović se zainteresirao za poeziju. U svojim je pjesmama rabio motive iz srednjovjekovne Zapadne Europe, opisivavši vlastita iskustva te negodovanje protiv opresije tadašnje vlade.
Mitrović je danas najpoznatiji po svojem djelu Knjige o ljubavi, političkoj satiri iz 1899. te po Prigodnim pjesmama iz 1903. Poslije Ilićeve smrti, bio je najznačajniji srpski lirski pjesnik. 

## Spomen
- Lik Milorada Mitrovića pojavljuje se i u srbijanskom igranom filmu Šešir profesora Koste Vujića.

## Vanjske poveznice
- Wikizvor ima izvorna djela autora Milorada Mitrovića